# Puy-de-Serre
Puy-de-Serre är en kommun i departementet Vendée i regionen Pays de la Loire i västra Frankrike. Kommunen ligger i kantonen Saint-Hilaire-des-Loges som tillhör arrondissementet Fontenay-le-Comte. År 2022 hade Puy-de-Serre 318 invånare.

## Befolkningsutveckling
Antalet invånare i kommunen Puy-de-Serre
| Referens: INSEE |